# Chiktadashi, Ramdurg
Chiktadashi là một làng thuộc tehsil Ramdurg, huyện Belgaum, bang Karnataka, Ấn Độ.